# Servizio Tedesco per lo scambio accademico
Il Servizio Tedesco per lo scambio accademico o DAAD (in tedesco: Deutscher Akademischer Austauschdienst; in inglese: German Academic Exchange Service), è la più grande organizzazione mondiale di supporto nel campo della cooperazione accademica internazionale e il suo obiettivo è "promuovere lo scambio scientifico-accademico tra persone ed istituzioni con la Germania, informando gli interessati sul panorama accademico tedesco e le borse di studio del DAAD".
Il DAAD è un'agenzia nazionale autonoma, finanziata con fondi federali di vari ministeri tedeschi (principalmente il Ministero degli Esteri federale tedesco), ma anche dall'Unione europea e da imprese, organizzazioni e governi stranieri.
Il DAAD non offre programmi di studio o corsi, ma assegna borse di studio basate sul merito da utilizzare per lo studio e/o la ricerca in Germania presso una qualsiasi delle istituzioni tedesche accreditate. Assegna inoltre borse di studio a studenti tedeschi, dottorandi e studiosi per studi e ricerche all'estero.Le borse di studio DAAD sono a disposizione degli studenti di tutte le discipline accademiche e ad ogni livello di titolo di studio.
L'organizzazione, fondata nel 1925, è stata chiusa nel 1945, per essere rifondata di nuovo nel 1950.
La sede centrale trova a Bonn ma vi sono delle filiali regionali internazionali il cui obiettivo è quello di fornire informazioni e consulenza sulle opportunità di studio e ricerca, nonché sulle borse di studio disponibili. In Italia la filiale regionale è a Roma, presso l'Università La Sapienza.
Diversi vincitori del premio Nobel sono ex studenti DAAD, tra i quali Günter Blobel (1999), Gao Xingjian (2000), Wolfgang Ketterle (2001), Imre Kertész (2002), Wangari Maathai (2004), Herta Müller (2009), Mario Vargas Llosa (2009), Svetlana Alexievich (2015), Leo Hoffmann-Axthelm (2017), Olga Tokarczuk (2018), Peter Handke (2019).